# Ренійський район
Рені́йський райо́н — колишня територіальна-адміністративна одиниця в Одеській області  України. Був розташований у південно-західній частині Одеської області. Районний центр: Рені. Ліквідований відповідно до Постанови Верховної Ради України «Про утворення та ліквідацію районів» від 17 липня 2020 року № 807-IX. Територія району цілком увійшла до складу Ренійської міської громади Ізмаїльського району.

## Географія
Район був розташований у межах Придунайської рівнини та займав територію площею 86,1 тис. га, у тому числі сільськогосподарські угіддя — 41,646 га. із них рілля — 34,008 га.
Район межував з Кагульським районом Молдови на північному заході, на півночі — з Гагаузькою автономією Молдови, на північному сході — з Болградським районом, на сході — з Ізмаїльським районом, на півдні, південному сході і південному заході — з румунським жудцем Тулча (по річці Дунай).
Клімат району помірно континентальний. За природними та кліматичними умовами район є найкращим для ведення високоінтенсивного сільського господарства, рибальства, розвитку туризму, організації відпочинку та оздоровлення.
На території району розташовані озера Кагул, Картал, Ялпуг, Кугурлуй, протікає річка Дунай. Загальна площа озер близько 339 км², що становить майже половину території району.
У районі виробляється видобуток корисних копалин місцевого значення — це пісок і глина, які використовуються в основному в будівництві.
Головна особливість економіко-географічного розташування району його річкове і прикордонне положення. Водний шлях по р. Дунай дозволяє розширювати економічні зв'язки зі Східною і Центральною Європою.

## Історія
Ренійській район найвіддаленіший від обласного центру (300 км від Одеси).
Районний центр — місто Рені, розташований на лівому березі річки Дунай. Місто виникло на місці поселення часів Київської Русі, де знаходилася річкова пристань, яка староруською мовою називалася «рень». Звідси і виходить назва міста.
Перша письмова згадка про місто відноситься до 1548 року. В цей час м. Рені входило до складу Молдовського князівства.
Вигідне географічне розташування, перетин водних і сухопутних торгових шляхів сприяло швидкому перетворенню м. Рені в ремісничий і торговий центр. У 1621 році турки захопили Рені, перейменували його в Томарово і включили до Ізмаїльського райю.
У 1812 році місто увійшло до складу Росії. У 1819 році тут проживало 547 осіб, в 1856 році — 8 263 особи, в тому числі українці, молдовани, болгари, греки, росіяни, євреї. Після поразки Росії в Кримській війні 1853—1856 рр. м. Рені з частиною Ізмаїльського повіту (Південна Бессарабія) відійшло до Молдовського князівства, а в 1859 році — до новоствореної Королівської Румунії.
Після російсько-турецької війни 1877—1878 рр. місто відійшло до Росії.
У 1877 році була побудована залізниця «Рені—Бендери», яка з'єднала місто з районами Бессарабії і центром країни. З того часу Рені розвивався як річковий порт, що пов'язує край з багатьма країнами Європи.
Значні перетворення почалися з літа 1940 року після повернення Задністров'я до складу України. Інтенсивно будувався порт, створювалися підприємства місцевої промисловості. Рені став крупним морським і залізничним вузлом. У 1941—1944 роках територія району в складі Румунії.
Велике значення було приділене створенню матеріальної бази лікувальних установ, навчальних закладів, центрів культури.

## Транспорт
Територією району проходить автошлях E87.

## Населення

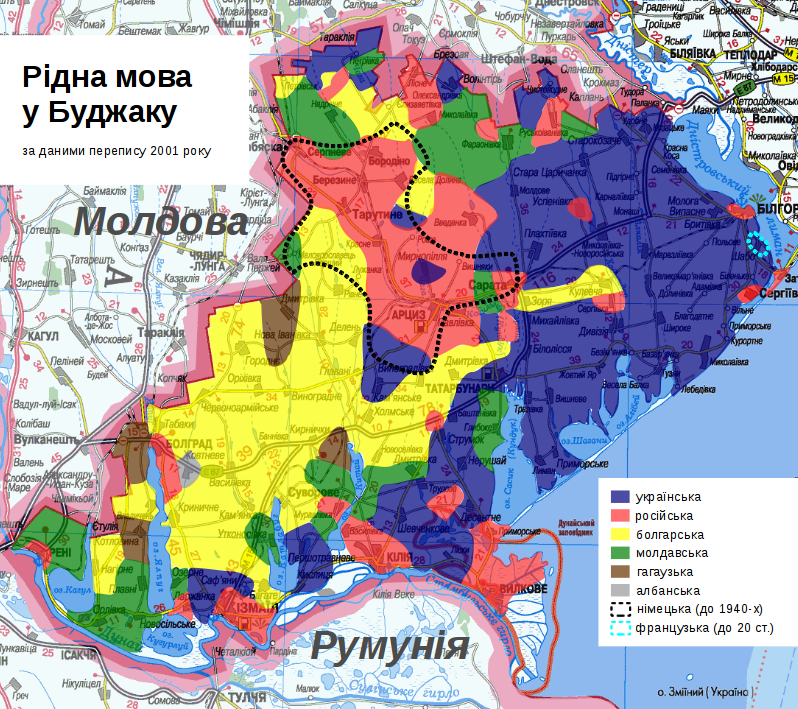
Ренійський район — осередок молдовського населення в Одеській області

Розподіл населення за віком та статтю (2001):
| Стать | Всього | До 15 років | 15-24 | 25-44 | 45-64 | 65-85 | Понад 85 |
| --- | ------ | ----------- | ----- | ----- | ----- | ----- | -------- |
| Чоловіки | 19 300 | 3998        | 2810  | 5497  | 4993  | 1959  | 43       |
| Жінки | 21 379 | 3821        | 2698  | 5824  | 5727  | 3168  | 141      |
| \| Статево-вікова піраміда \| Статево-вікова піраміда \| Статево-вікова піраміда \| \| ----------------------- \| ----------------------- \| ----------------------- \| \| Чоловіки \| Вік \| Жінки \| \| 43 \| 85 + \| 141 \| \| 158 \| 80-84 \| 302 \| \| 328 \| 75-79 \| 687 \| \| 639 \| 70-74 \| 1066 \| \| 834 \| 65-69 \| 1113 \| \| 993 \| 60-64 \| 1245 \| \| 868 \| 55-59 \| 1049 \| \| 1356 \| 50-54 \| 1483 \| \| 1776 \| 45-49 \| 1950 \| \| 1537 \| 40-44 \| 1731 \| \| 1343 \| 35-39 \| 1375 \| \| 1241 \| 30-34 \| 1279 \| \| 1376 \| 25-29 \| 1439 \| \| 1350 \| 20-24 \| 1251 \| \| 1460 \| 15-20 \| 1447 \| \| 1677 \| 10-14 \| 1658 \| \| 1354 \| 5-9 \| 1225 \| \| 967 \| 0-4 \| 938 \| |        |             |       |       |       |       |          |
| Статево-вікова піраміда |        |             |       |       |       |       |          |
| Чоловіки | Вік    | Жінки       |       |       |       |       |          |
| 43 | 85 +   | 141         |       |       |       |       |          |
| 158 | 80-84  | 302         |       |       |       |       |          |
| 328 | 75-79  | 687         |       |       |       |       |          |
| 639 | 70-74  | 1066        |       |       |       |       |          |
| 834 | 65-69  | 1113        |       |       |       |       |          |
| 993 | 60-64  | 1245        |       |       |       |       |          |
| 868 | 55-59  | 1049        |       |       |       |       |          |
| 1356 | 50-54  | 1483        |       |       |       |       |          |
| 1776 | 45-49  | 1950        |       |       |       |       |          |
| 1537 | 40-44  | 1731        |       |       |       |       |          |
| 1343 | 35-39  | 1375        |       |       |       |       |          |
| 1241 | 30-34  | 1279        |       |       |       |       |          |
| 1376 | 25-29  | 1439        |       |       |       |       |          |
| 1350 | 20-24  | 1251        |       |       |       |       |          |
| 1460 | 15-20  | 1447        |       |       |       |       |          |
| 1677 | 10-14  | 1658        |       |       |       |       |          |
| 1354 | 5-9    | 1225        |       |       |       |       |          |
| 967 | 0-4    | 938         |       |       |       |       |          |

Національний склад населення району за переписом 2001 року
- молдовани — 49,0 %
- українці — 17,7 %
- росіяни — 15,1 %
- болгари — 8,5 %
- гагаузи — 7,9 %
- білоруси — 0,4 %
- туркмени — 0,3 %

Етномовний склад населених пунктів району за переписом 2001 р. (рідна мова населення)
|                  | українська | молдовська | російська | гагаузька | болгарська |
| ---------------- | ---------- | ---------- | --------- | --------- | ---------- |
| Ренійський район | 7,26       | 40,83      | 37,88     | 6,76      | 6,61       |
| м. Рені          | 12,5       | 13,31      | 70,54     | 1,52      | 1,35       |
| с. Долинське     | 0,59       | 92,75      | 4,81      | 0,48      | 0,41       |
| с. Котловина     | 3,22       | 1,93       | 6,02      | 86,72     | 2,01       |
| с. Лиманське     | 0,79       | 93,34      | 3,85      | 0,91      | 0,91       |
| с. Нагірне       | 3,14       | 4,52       | 5,32      | 1,57      | 85,14      |
| с. Новосільське  | 2,1        | 92,05      | 3,22      | 0,7       | 1,26       |
| с. Орлівка       | 1,25       | 95,14      | 1,61      | 0,53      | 0,75       |
| с. Плавні        | 1,86       | 93,08      | 2,31      | 0,88      | 1,13       |

## Туризм
На території району розташовані такі архітектурні пам'ятки місцевого значення, як: Свято-Вознесенський собор м. Рені, Свято-Михайлівська церква в с. Плавні, Церква в с. Котловина, Собор св. Ферапонта у с. Новосільське, також зберігся пам'ятник, встановлений в 1880 році з приводу переходу російської армії через Дунай.
Наприкінці XIX сторіччя в м. Рені побував видатний український письменник Михайло Коцюбинський, який працював у складі філоксерної комісії.

## Відомі люди
- Дейч Олександр Миколайович (1867–1936) — радянський астроном.
- Доватур Аристид Іванович (1897–1982) — радянський історик, антикознавець.
- Капланський Рудольф Ілліч (1911–1966) — естрадний співак та скрипаль.
- Маліцький Борис Антонович (*1942) — доктор економічних наук, професор.
- Чебану Павло Гаврилович (*1955) — молдовський футбольний функціонер.

## Політика
25 травня 2014 року відбулися Президентські вибори України. У межах Ренійського району було створено 20 виборчих дільниць. Явка на виборах складала — 36,54 % (проголосували 11 498 із 31 467 виборців). Найбільшу кількість голосів отримав Сергій Тігіпко — 28,78 % (3 309 виборців); Петро Порошенко — 23,80 % (2 737 виборців), Михайло Добкін — 11,12 % (1 279 виборців), Вадим Рабінович — 8,91 % (1 025 виборців), Юлія Тимошенко — 7,25 % (834 виборців). Решта кандидатів набрали меншу кількість голосів. Кількість недійсних або зіпсованих бюлетенів — 5,21 %.